# Cheyenne Mountain
Cheyenne Mountain (em Língua inglesa: Cheyenne Mountain nuclear bunker) é uma complexo subterrâneo de segurança dos Estados Unidos da América que fica localizado próximo as Montanhas Rochosas, na parte sul de Colorado Springs, no estado do Colorado, onde na qual estão presentes em sua base militar Cheyenne Mountain Center Operations (CMOC), subordinado ao Comando de Defesa Aeroespacial da América do Norte (NORAD).
Durante a Guerra Fria o seu objetivo era de abrigo e proteção  de possíveis ameaças nucleares vindos da União Soviética e também servindo de monitoramento secreto americano.

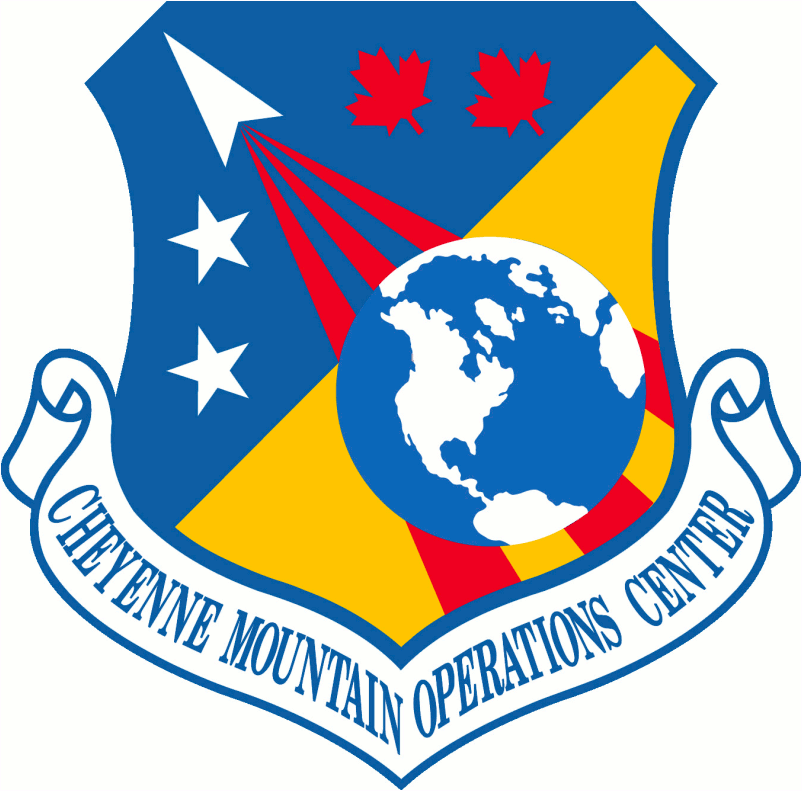
Emblema da Cheyenne Mountain Operations Center.

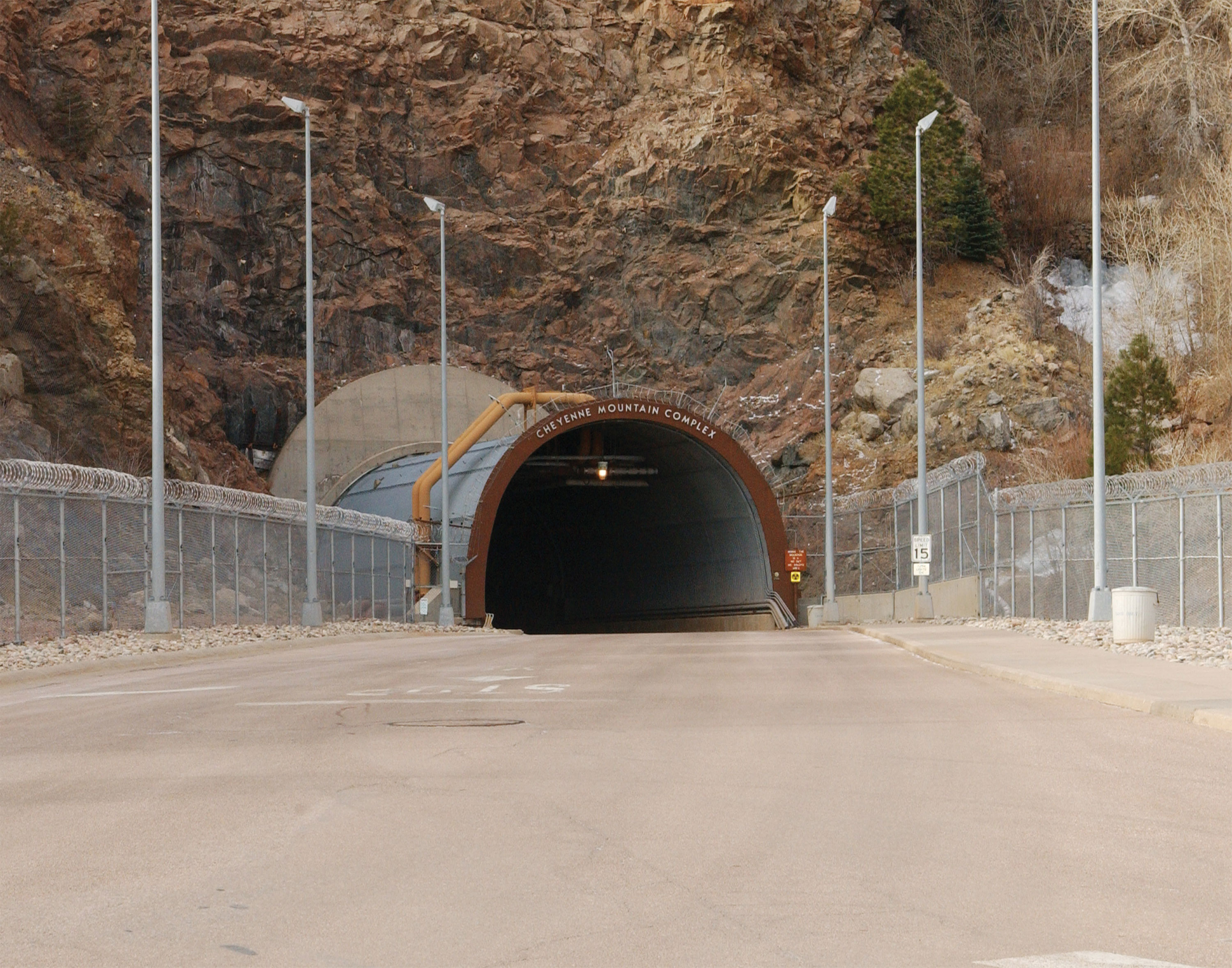
Entrada ao Norte da montanha.